# Steven Krueger
Steven Krueger (* 25. Mai 1989 in Appleton, Wisconsin) ist ein US-amerikanischer Schauspieler.

## Leben und Karriere
Er wuchs in Brookfield, einem Vorort von Milwaukee, auf. Im Alter von zehn Jahren ließen sich seine Eltern scheiden und er zog mit seiner Mutter und seinem jüngeren Bruder nach Sarasota in Florida. Nach Wunsch seiner Mutter besuchte er auf der High-School die Schauspielkurse und hatte seine Freude daran. Nach seiner Schulzeit begann er ein Jurastudium an der University of Virginia. Während seines ersten Semesters verstarb seine Mutter. Das Sorgerecht erhielten nach Absprache mit seinem Vater seine Tante und sein Onkel.
Erstmals war er 2009 in einer Episode der Fernsehserie 90210 zu sehen. Im selben Jahr folgte eine Besetzung in einer Episode der Serie Cold Case – Kein Opfer ist je vergessen. Im Jahr 2010 folgten kleine Besetzungen in den TV-Serien Parenthood, CSI: NY, My Superhero Family und The Middle. 2010 und 2013 hatte Krueger eine kleinere Rolle als Ben Coogan  in Pretty Little Liars inne. 2011 hatte er einen Gastauftritt in Affion Crockett Sketch-Show In the Flow with Affion Crockett und eine kleine Rolle in Workaholics. Mit Madison High war er 2012 erstmals in einem Spielfilm zu sehen. Im selben Jahr hatte er in Zeke und Luther mit Vin Jackman eine wiederkehrende Rolle. 2012 und 2013 war er als Sean in der sehr erfolgreichen Sitcom Two and a Half Men zu sehen. Es folgte eine kleine Rolle in Anger Management. 2013 war er in Escape Plan an der Seite von Hollywood-Größen Sylvester Stallone und Arnold Schwarzenegger zu sehen. 2014 spielte er im Fernsehspielfilm Mom and Dad Undergrads mit. Seit 2013 ist er als Josh Rosza in der Serie The Originals zu sehen.

## Filmografie
- 2009: 90210 (Fernsehserie, Episode 2x06)
- 2009: Cold Case – Kein Opfer ist je vergessen (Cold Case) (Fernsehserie, Episode 7x09)
- 2010: Parenthood  (Fernsehserie, Episode 1x07)
- 2010: CSI: NY (Fernsehserie, Episode 6x22)
- 2010: My Superhero Family (No Ordinary Family) (Fernsehserie, Episode 1x04)
- 2010: The Middle (Fernsehserie, Episode 2x05)
- 2010, 2013: Pretty Little Liars (Fernsehserie, 3 Episoden)
- 2011: In the Flow with Affion Crockett (Fernsehserie)
- 2011: Workaholics (Fernsehserie, Episode 2x01)
- 2012: Madison High (Fernsehfilm)
- 2012: Zeke und Luther (Zeke and Luther) (Fernsehserie, 2 Episoden)
- 2012–2013: Two and a Half Men (Fernsehserie, 2 Episoden)
- 2013: Anger Management (Fernsehserie, Episode 2x22)
- 2013: Escape Plan
- 2014: Mom and Dad Undergrads (Fernsehfilm)
- 2013–2018: The Originals (Fernsehserie, 46 Episoden)
- 2015: Hawaii Five-0 (Fernsehserie, Episode 5x19)
- 2015: Gänsehaut (Goosebumps)
- 2016: Satanic
- 2017: A Surrogate's Nightmare  (Fernsehfilm)
- 2017: Ryan Hansen Solves Crimes on Television (Fernsehserie, Episode 1x03)
- 2019: Good Trouble (Fernsehserie, Episode 1x07)
- 2019: Navy CIS (Fernsehserie, Episode 16x15)
- 2021–2022: Roswell, New Mexico (Fernsehserie, 10 Episoden)
- seit 2021: Yellowjackets (Fernsehserie)